# Eliel Saarinen
Gottlieb Eliel Saarinen (Rantasalmi, 20 de agosto de 1873-Bloomfield Hills, Míchigan, 1 de julio de 1950) fue un arquitecto finlandés-estadounidense, famoso gracias a sus construcciones en estilo Art nouveau a comienzos del siglo XX.

## Biografía
Saarinen estudió en Helsinki en la Universidad Politécnica de Helsinki. Desde 1896 hasta 1905 trabajó como compañero con Herman Gesellius y Armas Lindgren en la firma «Gesellius, Lindgren, y Saarinen». Su primer gran trabajo fue el Pabellón Finlandés de la Exposición Universal de 1900, que exhibía una extraordinaria convergencia de influencias de estilo: arquitectura de madera finlandesa, el neogótico británico y el jugendstil. La primera época de Saarinen fue posteriormente bautizada con el nombre de «romanticismo nacional» finlandés y culminó con la Estación central de Helsinki (diseñada en 1904, construida en 1910-14). En 1910–15 trabajó en el amplio proyecto de planeamiento urbanístico de Munksnäs-Haga y más tarde publicó un libro sobre el tema.
En enero de 1911 se convirtió en asesor de planeamiento urbanístico de Reval, hoy conocida como Tallin, capital de Estonia, y fue invitado a Budapest para que asesorara sobre desarrollo urbano. En 1912, se publicó un folleto escrito por Saarinen sobre los problemas de planeamiento de Budapest. En abril de 1913 obtuvo la primera plaza en una competición internacional por su plan para Reval. Durante 1917-1918 Saarinen trabajó en el planeamiento para el Gran Helsinki. Saarinen también diseñó los billetes del marco finlandés introducidos en 1922. 
El 6 de marzo de 1904 Saarinen se casó con Louise "Loja" Gesellius. Fue una escultora y artista textil de Helsinki, hermana menor de su colaborador Herman Gesellius. Eero colaboró con ella en muchos trabajos de diseño. Tuvieron una hija, Eva-Lisa (Pipsan) Saarinen Swanson, el 31 de marzo de 1905 y un hijo, Eero, el 20 de agosto de 1910.
Eliel y Loja Saarinen se mudaron a los Estados Unidos, después de que Saarinen se presentara al concurso para el diseño de la Tribune Tower, en Chicago. A pesar de que el diseño de Saarinen resultó el segundo en el concurso, su diseño influencio a una serie de rascacielos posteriores como por ejemplo el edificio realizado en 1929 para el Gulf Building en Houston. Saarinen se estableció primero en Evanston, Illinois, donde trabajó en su esquema para el desarrollo de la fachada del lago de Chicago. En 1924 se convirtió en profesor visitante de la Universidad de Míchigan.
En 1925 George Gough Booth le pidió que diseñara el campus de la Cranbrook Educational Community, planeado como un equivalente estadounidense de las escuelas del movimiento Arts and Crafts como lo fue en sus inicios la Escuela de la Bauhaus en su sede de Weimar. En Cranbrook también colaboró activamente Loja Saarinen. Saarinen enseñó en esta escuela y se convirtió en director de la Cranbrook Academy of Art en 1932. Entre sus estudiantes-colaboradores se encontraban Ray Eames y Charles Eames; Saarinen influyó sus siguientes trabajos de diseño de muebles. 
Se convirtió en profesor en el Departamento de Arquitectura de la Universidad de Míchigan; una cátedra en el «A. Alfred Taubman College of Architecture and Urban Planning» de Míchigan lleva su nombre, y el College realiza anualmente una serie de conferencias en su honor.
Su hijo Eero (1910-1961), se convirtió en uno de los arquitectos estadounidenses más importantes de mediados del siglo XX, como uno de los líderes de estilo internacional. El estudiante de Saarinen Edmund N. Bacon logró una prominencia nacional como Director Ejecutivo de la Comisión para el planeamiento urbano de Filadelfia desde 1949 hasta 1970.

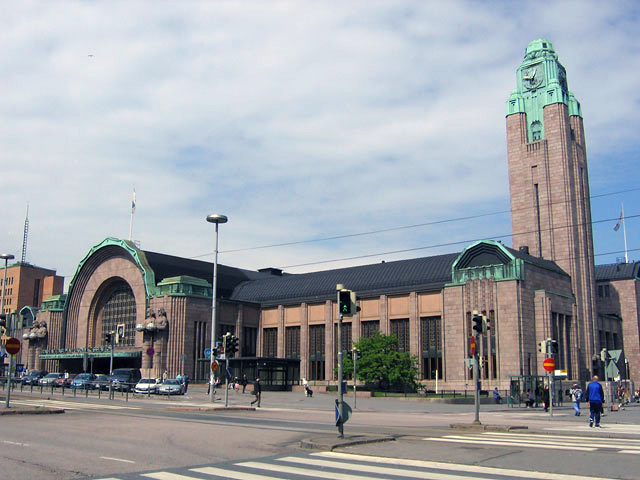
Estación de tren de Helsinki.

## Obra
- Pabellón Finlandés, en la Exposición Universal de 1900, París
- Finca Hvitträsk, hogar de Saarinen en Kirkkonummi (1903)
- Sede del club en la fábrica Luther, Tallin, Estonia 1905
- Estación de tren de Helsinki (1911)
- Museo Nacional de Finlandia, en Helsinki (1911)
- Ayuntamiento de Lahti, en Lahti (1911)
- Edificio de la Asociación de reserva mutualista, Tallin, Estonia 1912
- Estación de tren de Vyborg (1913)
- Iglesia de San Pablo, en Tartu, Estonia (1917)
- Primera Iglesia Cristiana de Columbus, Indiana (1942)
- Kleinhans Music Hall, Búfalo, Nueva York; diseñado en colaboración con su hijo Eero Saarinen
- Ala original del Des Moines Art Center, Des Moines, Iowa 1945–1948
- Comunidad Educacional Cranbrook, Bloomfield Hills, Míchigan
- Iglesia Luterana de Cristo, Mineápolis, Minnesota 1949
- Centro de la Comunidad de Fenton, Fenton, Míchigan